# 張翰 (金朝)
张翰（1160年—1214年），字林卿，忻州秀容县（今山西省忻州市）人，金朝政治人物。
金世宗大定二十八年（1188年）进士。调任隰州军事判官。有兄弟三人被诬为盗，微服查明实况，事得大白。历任东胜、义丰、会川县令，补尚书省令史，升任户部主事、监察御史。为母丁忧，服丧结束，调山东路盐使。为父丁忧，起复尚书省都事、户部员外郎。大安三年（1211年），随平章政事独吉思忠、参知政事完颜承裕等行省戍边，任左右司郎中。劝谏主帅处置不当，主帅难容，改知登闻鼓院，兼前职，转任侍御史。金宣宗贞祐元年（1213年），任翰林直学士，充元帅府经历官。中都（今北京市）被蒙古军包围，而被戒严，各方调度繁多，张翰以廉能有才干任户部侍郎，调度军需。
金宣宗南迁，张翰至真定主持筹措扈从粮草，奉召至南京（今河南省开封市）。他上书言五事：强本、足用、防乱、省事、推恩，建议徙兵豪强充实南京，修理汴京旧渠，集义军假以官印，省并县邑等，金宣宗听从。历任河平军节度使、都水监、提控军马使，官至户部尚书。贞祐二年（1214年）去世，谥达义。